# Bargagli

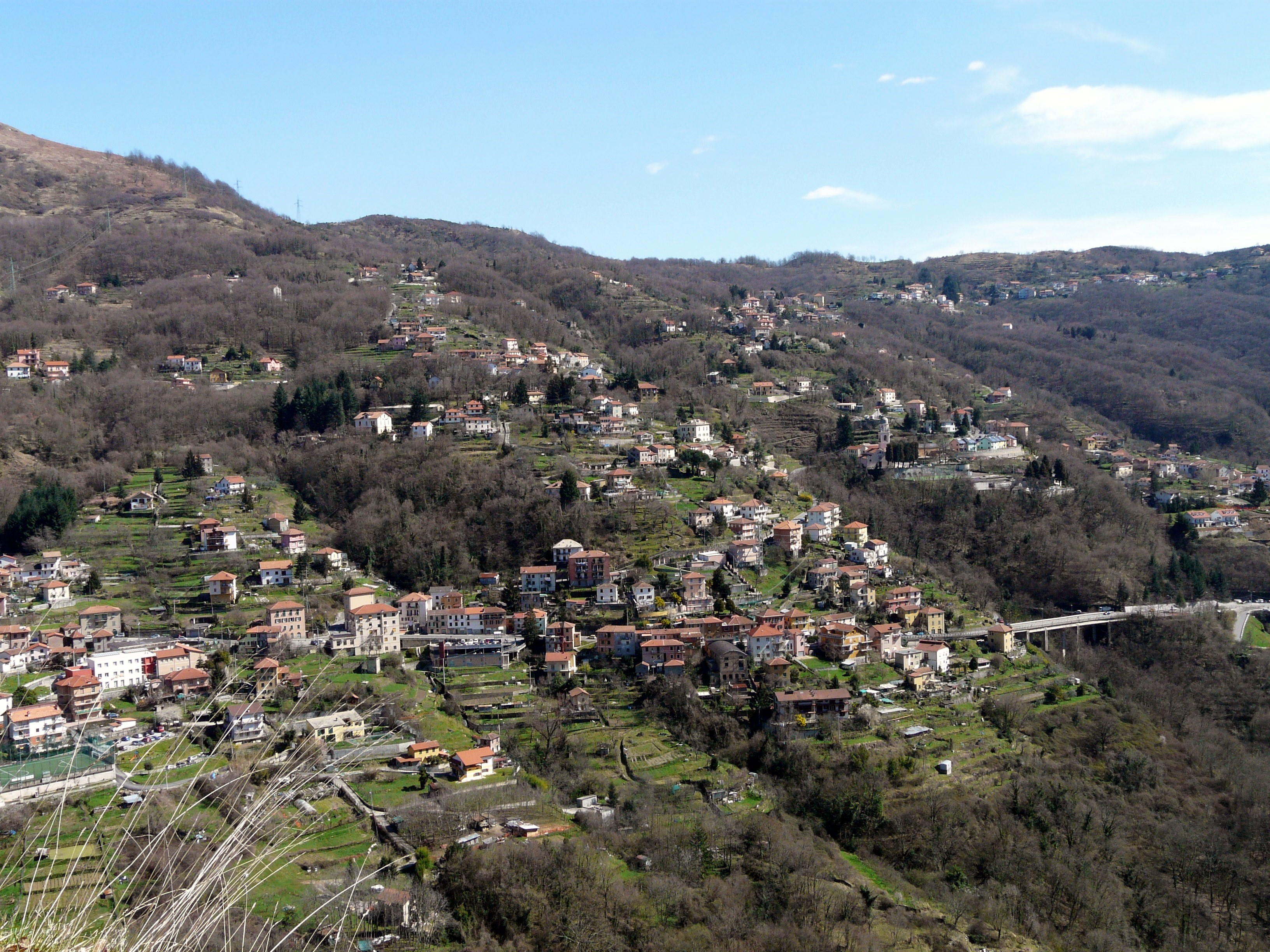
Vista de Bargagli

Bargagli es una localidad y comune italiana de la provincia de Génova, región de Liguria, con 2.793 habitantes.

## Evolución demográfica
| Gráfica de evolución demográfica de Bargagli entre 1861 y 2001 |
|                                                                |
| Fuente ISTAT - elaboración gráfica de Wikipedia                |